# Occidentalisme (politique)
 (juillet 2024).
Si vous disposez d'ouvrages ou d'articles de référence ou si vous connaissez des sites web de qualité traitant du thème abordé ici, merci de compléter l'article en donnant les références utiles à sa vérifiabilité et en les liant à la section « Notes et références ».
Pour le courant de pensée né dans l'Empire russe au XIXe siècle, voir Occidentalisme.
L'occidentalisme est une idéologie et une attitude d'admiration pour la « civilisation occidentale » considérée comme supérieure ou une idéologie soutenant globalement les États-Unis et sa suprématie et l'internationalisme libéral.

## Histoire
À partir du XIXe siècle, une explication du succès de la civilisation occidentale a commencé à émerger, qui met en évidence la condition d'irrégularité historique qui a produit les écarts de développement après la première révolution industrielle. Ces différentiels de croissance ont été à l’origine d’un discours de modernisation pro-occidental, qui reflétait le désir des sociétés en développement tardif de surmonter les problèmes de retard. Dans l’Asie du XIXe siècle, par exemple, l’image de la civilisation occidentale était au cœur des efforts visant à relever le défi de la modernité mondiale.
Ce regard global sur la réussite du mode de production capitaliste, déjà implanté en Occident avec la révolution industrielle, expliquerait pourquoi ce n'est qu'entre le XIXe et le XXe siècle - en réponse aux dangers apparents de l'auto-renforcement « oriental » - qui a établi, dans certains segments de l’intellectualité d’Europe occidentale et d’Amérique du Nord, un discours omniprésent d’identification collective.

## Idéologie
L'Occidentalisme défend la «supériorité» de l'Occident sur les autres partie du monde et justifient globalement l'hégémonie des plus puissantes nations occidentales sur les autres. L'Occidentalisme agit comme un internationalisme, il défend le libéralisme économique et politique. L'Occidentalisme est une doctrine fortement atlantiste et anticommuniste.
L'Occidentalisme s'oppose aux nationalismes européens du fait que dans les pays européens, il est contraire au souverainisme, au localisme et au protectionnisme, qui sont des principes clés du nationalisme. Toutefois, l'occidentalisme et les nationalismes européens partagent l'identitarisme, mais leurs interprétations restent différentes. En effet, l'occidentalisme n'est compatible qu'avec certaines formes de nationalismes américains.
Certains occidentalistes considèrent qu'Israël est un état occidental et que l'aider est légitime tandis que d'autres considèrent qu'Israël n'est pas un état occidental et que l'aider est inutile.
Les occidentalistes rejettent l'Islamisme, qu'il soit sunnite ou chiite et ne font aucune différence entre eux. L'Occidentalisme est très fortement anti-islamiste.

## Soutien
Aux États-Unis, l'occidentalisme est explicitement promu par l'alt-lite, par certaines factions du monde conservateur américain et est principalement associé au groupe Proud Boys. Il est aussi véhiculé par les néoconservateurs, qui toutefois sont plus américanistes qu'occidentalistes.

## Opposition

### Opposition nationaliste
La plupart des mouvements nationalistes européens s'opposent à l'occidentalisme car le voyant comme une idéologie favorisant une hégémonie anglo-saxonne et/ou américaine étrangère sur leur nation. De ce fait, les milieux nationalistes partisans des politiques non-alignées (c'est-à-dire refusant l'alignement sur l'OTAN ou la Russie et défendant une indépendance géopolitique stricte) rejettent particulièrement l'occidentalisme. Les nationalistes ouest-européens perçoivent l'occidentalisme comme un appui à l'hégémonie américaine et à l'acculturation de leurs nations respectives par le soft-power américain.
Les nationalistes argentins, du fait de leur anglophobie historique, rejettent l'occidentalisme et se considèrent comme faisant partie de la civilisation ibéro-américaine.
Le nationalisme russe, historiquement d'obédience slavophile, est résolument anti-occidentaliste, leur postulat clé est l'opposition de la Russie à l'Occident, en particulier  les coutumes de Moscou aux coutumes de l'ouest,.
Certaines formes du nationalisme américain, en particulier parmi le nationalisme blanc américain, rejettent le multiracialisme (sous condition d'assimilation) que tolère l'Occidentalisme. D'autres nationalistes américains soutiennent au contraire l'occidentalisme, car il assure selon eux le rayonnement des États-Unis.